# Tomba del Faggeto
La tomba del Faggeto è una tomba etrusca ubicata a Umbertide, nei pressi della frazione perugina di San Giovanni del Pantano.

## Storia
La tomba fu edificata nel II secolo a.C.: apparteneva a Arnth Cairnina, appartenente o a una famiglia in rapida ascesa oppure non di origine nobile ma che durante il corso della propria vita aveva raggiunto una cerca agiatezza economica e sociale.
La tomba venne ritrovata nel 1919 da un taglialegna in un bosco di faggi, da cui prende il nome; a seguito della sua scoperta venne parzialmente modificata, come nell'allargamento del dromos, per garantirne la stabilità.

## Descrizione
La tomba è ubicata in prossimità della cima del monte Tezio e la sua architettura si ispira ai modelli ellenici, rari nella zona.
L'accesso avviene tramite un dromos ricavato lungo il pendio della collina; l'ingresso è caratterizzato da una lastra di pietra arenaria levigata, spessa undici centimetri, la quale, tramite due perni fissati nella soglia e nell'architrave, ne permetteva la rotazione: l'architrave esternamente è a timpano, mentre all'interno è ad arco a tutto sesto.
L'interno della tomba è scavato in un banco di arenaria e risulta essere di dimensioni ridotte, circa 1,26 metri di lunghezza per 1,12 di larghezza e poco più di un metro di altezza: è quindi a pianta rettangolare, costituita da tre filari di blocchi di pietra locale disposti a secco e una copertura a volta a botte formata da cinque blocchi disposti in modo semicircolare. Sulla parete di fondo è posta una banchina realizzata con un'unica lastra che occupa metà del pavimento: su di essa vennero rinvenuti un'urna funeraria e oggetti del corredo funebre, come un'olla.
L'urna è in travertino: ha un coperchio a doppio spiovente e la cassetta, con all'interno ceneri e ossa parzialmente bruciate, è priva di decorazione, eccetto una scritta in alfabeto neoetrusco in rosso, sulla parete anteriore, che riporta il nome del defunto, ossia Arnth Cairnina, da cui probabilmente deriva la denominazione del torrente Caina, la cui sorgente è posta nelle immediate vicinanze della tomba.